# Nazionale femminile di hockey su prato della Spagna
La nazionale di hockey su prato femminile della Spagna è la squadra femminile di hockey su prato rappresentativa della Spagna ed è posta sotto la giurisdizione della Real Federacion Española de Hockey.

## Partecipazioni

### Mondiali
- 1974 – 6º posto
- 1976 – 5º posto
- 1978 – 8º posto
- 1981 – 10º posto
- 1983 – non partecipa
- 1986 – 11º posto
- 1990 – 5º posto
- 1994 – 8º posto
- 1998 – non partecipa
- 2002 – 8º posto
- 2006 – 4º posto
- 2010 – 12º posto
- 2014 – non partecipa
- 2018 – 3º posto

### Olimpiadi
- 1980 – non partecipa
- 1984 – non partecipa
- 1988 – non partecipa
- 1992 – Campione
- 1996 – 8º posto
- 2000 – 4º posto
- 2004 – 10º posto
- 2008 – 7º posto

### Champions Trophy
- 1987 – non partecipa
- 1989 – non partecipa
- 1991 – 4º posto
- 1993 – 5º posto
- 1995 – 5º posto
- 1997 – non partecipa
- 1999 – non partecipa
- 2000 – non partecipa
- 2001 – 6º posto
- 2002 – non partecipa
- 2003 – non partecipa
- 2004 – non partecipa
- 2005 – non partecipa
- 2006 – non partecipa
- 2007 - 6º posto
- 2008 - non partecipa
- 2009 - non partecipa

### EuroHockey Nations Championship
- 1984 – 7º posto
- 1987 – 5º posto
- 1991 – 6º posto
- 1995 – 2º posto
- 1999 – 5º posto
- 2003 – 2º posto
- 2005 – 4º posto
- 2007 – 4º posto